# Taokas
Taokas, ook Taoka of Taokat, is een Paiwanische taal die net zoals de andere Paiwanische en ook Formosaanse talen uitsluitend op Taiwan wordt gesproken. Het Taokas is uitgestorven. De taal werd gesproken aan de noordwestelijke kust en dieper inlands.

## Classificatie
- Austronesische talen
  - Formosaanse talen
    - Paiwanische talen
      - Taokas